# جوردان فوت
جوردان فوت ولد سنة 2 جانفي 1996 هو لاعب كرة قدم محترف سابق أسترالي لعب لصالح فريق سيدني سوانز في الدوري الأسترالي لكرة القدم . تمت صياغته من قبل مع اختيارهم الثالث والثاني والخمسين بشكل عام في 2015 مسودة المبتدئين .  ظهر لأول مرة في الفوز بست نقاط في الجولة 18 2016 في ملعب سيدني للكريكيت . 

## روابط خارجية
- الأردن Foote's profile on the official website of the Sydney Swans
- الأردن Foote's playing statistics from AFL Tables